# میشل بورت
میشل بورت (انگلیسی: Michelle Borth؛ زادهٔ ۱۹ اوت ۱۹۷۸) یک هنرپیشه اهل ایالات متحده آمریکا است.
از فیلم‌ها یا برنامه‌های تلویزیونی که وی در آن نقش داشته‌است می‌توان به بگو که دوستم داری، هشدارهای خاموش و هاوایی فایو-زیرو اشاره کرد.